# Laelia phillipinensis
Laelia phillipinensis (лат.) — вид бабочек-волнянок рода Laelia (Lymantriinae) из семейства Эребиды (Erebidae). Филиппины (Азия).

## Описание
Размах крыльев 28 — 35 мм. Щупики коричневые. Усики розоватые, у основания более темные. Голова и грудь коричневые. Брюшко сверху и снизу бледно-розовато-жёлтого цвета. Ноги коричневые, с перемежающимися с внутренней стороны передних ног серовато-коричневым. Переднее крыло розовое с примесью коричневого цвета, с коричневым оттенком по всей реберной и внутренней костальной областях и полосой такого же цвета от основания крыла ниже нижнего края ячейки, продолжающейся между жилками M3 и Cu1 до постмедиальной области; серия из семи довольно плохо выраженных коричневатых постмедиальных пятен, одно между жилками M2 и M3 более проксимально, чем те, что вверху и внизу, а второе под жилкой Cu2 больше остальных. Задние крылья беловатые, бахрома розовато-охристая. Нижняя сторона переднего крыла и кайма коричнево-синие с примесью серовато-коричневого цвета, внутреннее краевое поле несколько светлее. Нижняя сторона заднего крыла беловатая, костальная часть с розоватым охристым цветом; бахрома беловатая с примесью розоватого охристого цвета. Щупики длинные и прямые (направлены вперед) с сильно опушенным вторым члеником и длинным третьим члеником.

## Таксономия
Вид был впервые описан в 1934 году британским энтомологом Сирилом Лесли Колленеттом по материалам из Филиппин (Palawan Island, Manila, Luzon, Юго-восточная Азия). Видовое название L. phillipinensis дано по месту обнаружения типового материала.